# David Attenborough
Sir David Attenborough (n. 8 mai 1926, Greater London, Anglia, Regatul Unit) este redactor științific și cercetător naturalist britanic. Cariera lui ca față și voce a științelor naturii durează de peste 50 de ani. Attenborough este considerat de britanici comoară națională, cu toate că el nu-și arogă astfel de titluri. El este fratele mai mic al regizorului, producătorului și actorului Richard Attenborough.

## Filme realizate
Attenborough este cunoscut cel mai mult pentru serialul Life din zece părți pe care l-a scris și l-a prezentat, care sunt prezentate în ordine cronologică mai jos:
- Life on Earth (1979)
- The Living Planet (1984)
- The Trials of Life (1990)
- Life in the Freezer (1993)
- The Private Life of Plants (1995)
- The Life of Birds (1998)
- The Life of Mammals (2002)
- Life in the Undergrowth (2005)
- Life in Cold Blood (2008)
- First Life (2010)

Pentru audiența britanică vocea lui este sinonimă cu documentare despre viața animalelor și plantelor sălbatice, iar seria principală cu care narațiunea este asociată includ:
- Wildlife on One (1977–2005)
- BBC Wildlife Specials (1995–2008)
- The Blue Planet (2001)
- Planet Earth (versiune britanică) (2006)
- Nature's Great Events (2009)
- Life (2009)
- Frozen Planet (2011)

## Cărți

## Premii
- 1970: BAFTA Desmond Davis Award
- 1974: Commander of the Order of the British Empire (CBE)
- 1980: BAFTA Fellowship
- 1983: Fellow of the Royal Society (FRS)
- 1985: Knighthood[27]
- 1991: Commander of the Royal Victorian Order (CVO) for producing Queen Elizabeth II's Christmas broadcast for a number of years from 1986
- 1991: Foreign Honorary Member of the American Academy of Arts and Sciences[28]
- 1996: Companion of Honour (CH) "for services to nature broadcasting"
- 1998: International Cosmos Prize
- 2003: Michael Faraday Prize premiu acordat de Royal Society
- 2004: Descartes Prize for Outstanding Science Communication Actions
- 2004: Caird Medal acordat de National Maritime Museum
- 2005: Order of Merit (OM)[29]
- 2005: Nierenberg Prize for Science in the Public Interest
- 2006: National Outdoor Book Award (Nature and the Environment category), Life in the Underground
- 2006: National Television Awards Special Recognition Award
- 2006: Institute of Ecology and Environmental Management[30] - Institute Medal in recognition of his outstanding contribution to the public perception and understanding of ecology
- 2006: The Culture Show British Icon Award
- 2007: British Naturalists' Association Peter Scott Memorial Award
- 2009: BAFTA Specialist factual award for Life In Cold Blood
- 2009: Prince of Asturias Award[31]
- 2010: Fonseca Prize
- 2010: Queensland Museum Medal[32][33]
- ???? RSPB Medal[34][35]
- 2011: Society for the History of Natural History Founders' Medal